# Colocleora turlini
Colocleora turlini là một loài bướm đêm trong họ Geometridae.